# Suspectes
Suspectes (sous-titré Chaque femme a un secret) est une mini-série française en huit épisodes de 52 minutes créée par Céline Guyot et Martin Guyot, diffusée du 23 mai 2007 au 14 juin 2007 sur M6.

## Synopsis
Lors d'un cocktail dans un hôtel, une femme à demi nue passe à travers une verrière pour venir s'écraser sur un piano. Elle a dans une de ses mains un pistolet de gros calibre et dans l'autre, un bout de papier sur lequel sont inscrits quatre noms de femmes. Trois de celles-ci sont convoquées par la police. Visiblement elles ne se connaissent pas et n'ont rien en commun : Juliette commence son premier job dans une société de cosmétiques, Claude est une cynique chirurgienne esthétique et Marina est une mère au foyer sans histoire. Bref, elles n'ont rien en commun mais pourtant on cherche à les tuer ? Qui est le quatrième nom sur la liste ? Leurs vies sans histoires et sans rapports ne cacheraient-elles pas de terribles secrets ?

## Fiche technique
- Titre : Suspectes : Chaque femme a un secret
- Réalisation : Laurent Dussaux
- Scénario : Céline Guyot et Martin Guyot
- Montage : Karine Olivier, Jérôme Bréau
- Photographie :  José António Loureiro
- Décors :   Philippe Barthelémy
- Costumes : Stéphane Rollot
- Pays d'origine : France
- Production : Marathon Productions
- Genre : policier
- Durée : 8 x 52 minutes

## Distribution
- Ingrid Chauvin : Marina Devaux
- Karina Lombard : Claude Perkins
- Élodie Frenck : Juliette Valle
- Dominique Guillo : Daniel Devaux
- Shirley Bousquet : Marianne Hurel
- Saïd Taghmaoui : Stan Lamérat
- Serge Dupire : Gabriel Mallet
- Stéphan Guérin-Tillié : Lionel Delplan
- Marie-Christine Adam : Hélène Evan
- Delphine Rollin : Cécile Grivel
- François Vincentelli : Lucas
- Damien Ferrette : Laurent
- Olga Kurylenko : Eva Pieres

## Liste des épisodes
1. Chaque femme a un secret...
2. Toutes les trois sont menacées / Le mystère s'épaissit...
3. Eva est-elle la clé ?
4. Marina dans la tourmente
5. La Demande en mariage
6. L'enquête s'active pour Stan
7. Un mystérieux protecteur
8. Les liens se dévoilent...

## Production
Le tournage de Suspectes s'est déroulé à Bordeaux et sa région du 11 décembre 2006 au 7 avril 2007 (77 jours de tournage). 80 comédiens et 1500 figurants ont participé à la série. L'équipe technique comprenait 90 personnes.